# Турция на летних Олимпийских играх 2016
Турция на летних Олимпийских играх 2016 года была представлена в 21 видах спорта.

## Медали
| Золото  |                 |                                                          |            |
| №       | Спортсмены      | Вид спорта (дисциплина)                                  | Дата       |
| 1       | Таха Акгюль     | Борьба (вольная, до 125 кг, мужчины)                     | 20 августа |
| Серебро |                 |                                                          |            |
| №       | Спортсмены      | Вид спорта (дисциплина)                                  | Дата       |
| 1       | Данияр Исмаилов | Тяжёлая атлетика (до 69 кг, мужчины)                     | 9 августа  |
| 2       | Рыза Каяалп     | Борьба (греко-римская, до 130 кг, мужчины)               | 15 августа |
| 3       | Селим Яшар      | Борьба (вольная, до 86 кг, мужчины)                      | 20 августа |
| Бронза  |                 |                                                          |            |
| №       | Спортсмены      | Вид спорта (дисциплина)                                  | Дата       |
| 1       | Дженк Ильдем    | Борьба (греко-римская, до 98 кг, мужчины)                | 16 августа |
| 2       | Ясмани Копельо  | Лёгкая атлетика (бег на 400 метров с барьерами, мужчины) | 18 августа |
| 3       | Сонер Демирташ  | Борьба (вольная, до 74 кг, мужчины)                      | 19 августа |
| 4       | Нур Татар       | Тхэквондо (до 67 кг, женщины)                            | 19 августа |

## Состав сборной
Академическая гребля
1. Джем Йылмаз
2. Хусейн Кандемир

 Бадминтон
1. Озге Байрак

 Баскетбол
1. Ишил Албен
2. Бирсель Вардарлы
3. Тугче Джанытез
4. Шазие Ивегин-Карслы
5. Неврие Йылмаз
6. Шебнем Кимячиоглу
7. Эйша Кора
8. Лара Сандерс
9. Эсра Урал
10. Бахар Чаглар
11. Олджай Чакыр
12. Тилбе Шенюрек

 Бокс
1. Батухан Гёзгеч
2. Али Эрен Демирезен
3. Мехмет Унал
4. Ондер Шипал
5. Онур Шипал
6. Сельчук Экер

 Борьба
Вольная борьба
1. Таха Акгюль
2. Сюлейман Атлы
3. Ибрахим Бёлюкбаши
4. Сонер Демирташ
5. Мустафа Кайя
6. Селим Яшар
7. Ясемин Адар
8. Бедиха Гюн
9. Элиф Жале Ешильырмак
10. Хафизе Шахин
11. Бусе Тосун

Греко-римская борьба
1. Дженк Ильдем
2. Рыза Каяалп
3. Сельчук Чеби

Велоспорт
 Шоссейный велоспорт
1. Ахмет Оркен
2. Онур Балкан

Гребля на байдарках и каноэ
 Гребля на гладкой воде
1. Ласма Лиепа

 Дзюдо
1. Бекир Озлю
2. Бусра Катипоглу
3. Дилара Локманхеким
4. Кайра Сайит

 Конный спорт
1. Омер Караэвли

 Лёгкая атлетика
1. Тарик Акдаг
2. Халиль Аккаш
3. Эшреф Апак
4. Полат Арыкан
5. Мерт Атли
6. Рамиль Гулиев
7. Эмре Зафер
8. Бекир Караель
9. Али Кая
10. Арас Кая
11. Ясмани Копельо
12. Эркан Муслу
13. Ильхам Озбилен
14. Каан Озбилен
15. Шериф Османоглу
16. Иззет Сафер
17. Эрсин Таджир
18. Жак Харви
19. Эсма Айдемир
20. Мерьем Акда
21. Тугба Гювенч
22. Эмель Дерели
23. Ясемин Джан
24. Кивилджим Кая
25. Озлем Кая
26. Карин Мелис Мей
27. Султан Хайдар
28. Тугче Шахутоглу
29. Мерьем Эрдоган

 Настольный теннис
1. Ахмет Ли
2. Мелек Ху

 Парусный спорт
1. Онур Бириз
2. Алиджан Кайнар
3. Атеш Чинар
4. Дениз Чинар
5. Назли Донертас
6. Дилара Уральп

 Плавание
1. Незир Карап
2. Екатерина Аврамова
3. Виктория Зейнеп Гюнеш
4. Нида Элиз Устюндаг

 Современное пятиборье
1. Ильке Озьюксель

 Спортивная гимнастика
1. Ферхат Ариджан
2. Тутя Йылмаз

 Стрельба
1. Юсуф Дикеч
2. Явуз Ильнам
3. Эрдинч Кебапчи
4. Исмаил Келеш

 Стрельба из лука
1. Мете Газоз
2. Ясемин Анагёз

 Теннис
1. Чагла Бююкакчай

 Тхэквондо
1. Квота 1
2. Квота 2

 Тяжёлая атлетика
1. Квота 1
2. Квота 2
3. Квота 3
4. Квота 4

 Фехтование
1. Ирем Карамете

## Результаты соревнований

### Академическая гребля
В следующий раунд из каждого заезда проходят несколько лучших экипажей (в зависимости от дисциплины). В отборочный заезд попадают спортсмены, выбывшие в предварительном раунде. В финал A выходят 6 сильнейших экипажей, остальные разыгрывают места в утешительных финалах B-F.
Мужчины
| Соревнование              | Спортсмены                  | Предварительный заезд | Предварительный заезд | Предварительный заезд | Отборочный заезд | Отборочный заезд | Отборочный заезд | Четвертьфинал | Четвертьфинал | Четвертьфинал | Полуфинал     | Полуфинал     | Полуфинал     | Финал | Финал | Итоговое место |
| Соревнование              | Спортсмены                  | Заезд                 | Время                 | Место                 | Заезд            | Время            | Место            | Заезд         | Время         | Место         | Заезд         | Время         | Место         | Время | Место | Итоговое место |
| ------------------------- | --------------------------- | --------------------- | --------------------- | --------------------- | ---------------- | ---------------- | ---------------- | ------------- | ------------- | ------------- | ------------- | ------------- | ------------- | ----- | ----- | -------------- |
| двойки парные, лёгкий вес | Джем Йылмаз Хусейн Кандемир | 1                     | 6:41,67               | 5                     | 1                | 7:13,49          | 5                | не проводится | не проводится | не проводится | Полуфинал C/D | Полуфинал C/D | Полуфинал C/D | Финал | Финал |                |
| двойки парные, лёгкий вес | Джем Йылмаз Хусейн Кандемир | 1                     | 6:41,67               | 5                     | 1                | 7:13,49          | 5                | не проводится | не проводится | не проводится |               |               |               |       |       |                |

### Бадминтон
Одиночный разряд
| Соревнование | Спортсмены  | Групповой этап | Групповой этап | Групповой этап | 1/8 финала | 1/4 финала | 1/2 финала | Финал | Итоговое место |
| Соревнование | Спортсмены  | 1 матч         | 2 матч         | Место          | 1/8 финала | 1/4 финала | 1/2 финала | Финал | Итоговое место |
| ------------ | ----------- | -------------- | -------------- | -------------- | ---------- | ---------- | ---------- | ----- | -------------- |
| женщины      | Озге Байрак | Группа         | Группа         | Группа         |            |            |            |       |                |
| женщины      | Озге Байрак |                |                |                |            |            |            |       |                |

### Баскетбол

#### Женщины
Женская сборная Турции квалифицировалась на Игры по итогам олимпийского квалификационного турнира.
Состав
| Номер     | Позиция   | Имя       | Дата рождения | Рост, см  | Клуб      | Игры      | Очки      | Подборы   | Передачи  |
| Защитники | Защитники | Защитники | Защитники     | Защитники | Защитники | Защитники | Защитники | Защитники | Защитники |
| --------- | --------- | --------- | ------------- | --------- | --------- | --------- | --------- | --------- | --------- |
|           |           |           |               |           |           |           |           |           |           |
| Форварды  |           |           |               |           |           |           |           |           |           |
|           |           |           |               |           |           |           |           |           |           |
| Центровые |           |           |               |           |           |           |           |           |           |
|           |           |           |               |           |           |           |           |           |           |

| Имя          | Гражданство | Дата рождения |
| ------------ | ----------- | ------------- |
| Экрем Мемнун | Турция      |               |

Результаты
Групповой этап (Группа A)
| Место | Команда   | И | В | П | ОЗ  | ОП  | +/- | Очки |
| ----- | --------- | - | - | - | --- | --- | --- | ---- |
| 1     | Австралия | 5 | 5 | 0 | 400 | 345 | +55 | 10   |
| 2     | Франция   | 5 | 3 | 2 | 344 | 343 | +1  | 8    |
| 3     | Турция    | 5 | 3 | 2 | 324 | 325 | -1  | 8    |
| 4     | Япония    | 5 | 3 | 2 | 386 | 378 | +8  | 8    |
| 5     | Беларусь  | 5 | 1 | 4 | 347 | 361 | -14 | 6    |
| 6     | Бразилия  | 5 | 0 | 5 | 335 | 384 | -49 | 5    |

| 6 августа 2016 12:00 UTC−3 | Протокол | Турция                  | 39:55    | Франция             | Молодёжная Арена, Рио-де-Жанейро Зрителей: 2042 Судьи: Гильерме Локателли Наталия Куэльо Куэльо Скот Пол Бекер |
| 6 августа 2016 12:00 UTC−3 | Протокол | 16:8, 3:14, 16:19, 4:14 |          |                     | Молодёжная Арена, Рио-де-Жанейро Зрителей: 2042 Судьи: Гильерме Локателли Наталия Куэльо Куэльо Скот Пол Бекер |
| 6 августа 2016 12:00 UTC−3 | Протокол | Йылмаз 16               | Очки     | Мийем, Мишель по 14 | Молодёжная Арена, Рио-де-Жанейро Зрителей: 2042 Судьи: Гильерме Локателли Наталия Куэльо Куэльо Скот Пол Бекер |
| 6 августа 2016 12:00 UTC−3 | Протокол | Йылмаз 6                | Подборы  | Якубу 11            | Молодёжная Арена, Рио-де-Жанейро Зрителей: 2042 Судьи: Гильерме Локателли Наталия Куэльо Куэльо Скот Пол Бекер |
| 6 августа 2016 12:00 UTC−3 | Протокол | Вардарлы 5              | Передачи | Эпупа 5             | Молодёжная Арена, Рио-де-Жанейро Зрителей: 2042 Судьи: Гильерме Локателли Наталия Куэльо Куэльо Скот Пол Бекер |

| 7 августа 2016 17:30 UTC−3 | Протокол | Австралия                  | 61:56    | Турция     | Молодёжная Арена, Рио-де-Жанейро Зрителей: 1853 Судьи: Анна Пантер Леандро Лезкано Карлос Перуга |
| 7 августа 2016 17:30 UTC−3 | Протокол | 12:15, 14:14, 17:12, 18:15 |          |            | Молодёжная Арена, Рио-де-Жанейро Зрителей: 1853 Судьи: Анна Пантер Леандро Лезкано Карлос Перуга |
| 7 августа 2016 17:30 UTC−3 | Протокол | Кэмбидж 22                 | Очки     | Сандерс 25 | Молодёжная Арена, Рио-де-Жанейро Зрителей: 1853 Судьи: Анна Пантер Леандро Лезкано Карлос Перуга |
| 7 августа 2016 17:30 UTC−3 | Протокол | Кэмбидж 11                 | Подборы  | Сандерс 7  | Молодёжная Арена, Рио-де-Жанейро Зрителей: 1853 Судьи: Анна Пантер Леандро Лезкано Карлос Перуга |
| 7 августа 2016 17:30 UTC−3 | Протокол | Три игрока по 3            | Передачи | Вардарлы 7 | Молодёжная Арена, Рио-де-Жанейро Зрителей: 1853 Судьи: Анна Пантер Леандро Лезкано Карлос Перуга |

| 9 августа 2016 17:45 UTC−3 | Протокол | Турция                    | 76:62    | Япония      | Молодёжная Арена, Рио-де-Жанейро Зрителей: 2624 Судьи: Олег Латышев Фердинанд Паскуаль Шаина Буссетта |
| 9 августа 2016 17:45 UTC−3 | Протокол | 24:9, 14:14, 19:16, 19:23 |          |             | Молодёжная Арена, Рио-де-Жанейро Зрителей: 2624 Судьи: Олег Латышев Фердинанд Паскуаль Шаина Буссетта |
| 9 августа 2016 17:45 UTC−3 | Протокол | Сандерс 36                | Очки     | Токасики 13 | Молодёжная Арена, Рио-де-Жанейро Зрителей: 2624 Судьи: Олег Латышев Фердинанд Паскуаль Шаина Буссетта |
| 9 августа 2016 17:45 UTC−3 | Протокол | Чаглар 9                  | Подборы  | Токасики 7  | Молодёжная Арена, Рио-де-Жанейро Зрителей: 2624 Судьи: Олег Латышев Фердинанд Паскуаль Шаина Буссетта |
| 9 августа 2016 17:45 UTC−3 | Протокол | Албен, Чакыр по 5         | Передачи | Ёсида 7     | Молодёжная Арена, Рио-де-Жанейро Зрителей: 2624 Судьи: Олег Латышев Фердинанд Паскуаль Шаина Буссетта |

| 11 августа 2016 12:15 UTC−3 | Протокол | Беларусь | ' | Турция | Молодёжная Арена, Рио-де-Жанейро |

| 13 августа 2016 15:30 UTC−3 | Протокол | Турция | ' | Бразилия | Молодёжная Арена, Рио-де-Жанейро |

### Бокс
Квоты, завоёванные спортсменами являются именными. Если от одной страны путёвки на Игры завоюют два и более спортсмена, то право выбора боксёра предоставляется национальному Олимпийскому комитету. Соревнования по боксу проходят по системе плей-офф. Для победы в олимпийском турнире боксёру необходимо одержать либо четыре, либо пять побед в зависимости от жеребьёвки соревнований. Оба спортсмена, проигравшие в полуфинальных поединках, становятся обладателями бронзовых наград.
Мужчины
| Категория   | Спортсмены         | Первый раунд             | Второй раунд              | Четвертьфинал        | Полуфинал            | Финал                | Место                |
| Категория   | Спортсмены         | Соперник Результат       | Соперник Результат        | Соперник Результат   | Соперник Результат   | Соперник Результат   | Место                |
| ----------- | ------------------ | ------------------------ | ------------------------- | -------------------- | -------------------- | -------------------- | -------------------- |
| до 52 кг    | Сельчук Экер       |                          |                           |                      |                      |                      |                      |
| до 64 кг    | Батухан Гёзгеч     |                          |                           |                      |                      |                      |                      |
| до 69 кг    | Онур Шипал (6)     | Симеон Чамов (BUL) П 0:3 | завершил выступление      | завершил выступление | завершил выступление | завершил выступление | завершил выступление |
| до 75 кг    | Ондер Шипал        | ZAMБенни Музиё В 2:1     | INDВ. Кришан (7) :        |                      |                      |                      |                      |
| до 81 кг    | Мехмет Унал        | MARХ. Саада В w/o        | CUBХ.С. Ла Крус (1) П 0:3 | завершил выступление | завершил выступление | завершил выступление | завершил выступление |
| свыше 91 кг | Али Эрен Демирезен |                          |                           |                      |                      |                      |                      |

### Борьба
В соревнованиях по борьбе, как и на предыдущих трёх Играх, будет разыгрываться 18 комплектов наград. По 6 у мужчин в вольной и греко-римской борьбе и 6 у женщин в вольной борьбе. Турнир пройдёт по олимпийской системе с выбыванием. В утешительный раунд попадают участники, проигравшие в своих поединках будущим финалистам соревнований. Каждый поединок состоит из двух раундов по 3 минуты, победителем становится спортсмен, набравший большее количество технических очков. По окончании схватки, в зависимости от результатов спортсменам начисляются классификационные очки.
Мужчины
Вольная борьба
| Категория | Спортсмены | Первый раунд       | 1/8 финала         | Четвертьфинал      | Полуфинал          | Финал              | Место |
| Категория | Спортсмены | Соперник Результат | Соперник Результат | Соперник Результат | Соперник Результат | Соперник Результат | Место |
| --------- | ---------- | ------------------ | ------------------ | ------------------ | ------------------ | ------------------ | ----- |
| до 57 кг  |            |                    |                    |                    |                    |                    |       |
| до 65 кг  |            |                    |                    |                    |                    |                    |       |
| до 74 кг  |            |                    |                    |                    |                    |                    |       |
| до 86 кг  |            |                    |                    |                    |                    |                    |       |
| до 97 кг  |            |                    |                    |                    |                    |                    |       |
| до 125 кг |            |                    |                    |                    |                    |                    |       |

Греко-римская борьба
| Категория | Спортсмены | Первый раунд       | 1/8 финала         | Четвертьфинал      | Полуфинал          | Финал              | Место |
| Категория | Спортсмены | Соперник Результат | Соперник Результат | Соперник Результат | Соперник Результат | Соперник Результат | Место |
| --------- | ---------- | ------------------ | ------------------ | ------------------ | ------------------ | ------------------ | ----- |
| до 75 кг  |            |                    |                    |                    |                    |                    |       |
| до 98 кг  |            |                    |                    |                    |                    |                    |       |
| до 130 кг |            |                    |                    |                    |                    |                    |       |

Женщины
Вольная борьба
| Соревнование | Спортсмены | Первый раунд       | 1/8 финала         | Четвертьфинал      | Полуфинал          | Финал              | Место |
| Соревнование | Спортсмены | Соперник Результат | Соперник Результат | Соперник Результат | Соперник Результат | Соперник Результат | Место |
| ------------ | ---------- | ------------------ | ------------------ | ------------------ | ------------------ | ------------------ | ----- |
| до 53 кг     |            |                    |                    |                    |                    |                    |       |
| до 58 кг     |            |                    |                    |                    |                    |                    |       |
| до 63 кг     |            |                    |                    |                    |                    |                    |       |
| до 69 кг     |            |                    |                    |                    |                    |                    |       |
| до 75 кг     |            |                    |                    |                    |                    |                    |       |

### Велоспорт

#### Шоссейный велоспорт
Мужчины
| Соревнование     | Спортсмены  | Время      | Место | Отставание |
| ---------------- | ----------- | ---------- | ----- | ---------- |
| групповая гонка  | Ахмет Оркен | DNF        | DNF   | DNF        |
| групповая гонка  | Онур Балкан | DNF        | DNF   | DNF        |
| раздельная гонка | Ахмет Оркен | 1:27:37,41 | 34    | +15:21,99  |

### Водные виды спорта

#### Плавание
В следующий раунд на каждой дистанции проходят спортсмены, показавшие лучший результат, независимо от места, занятого в своём заплыве.
Мужчины
| Дистанция                 | Спортсмены  | Предварительный раунд | Предварительный раунд | Предварительный раунд | Полуфинал     | Полуфинал     | Полуфинал     | Финал                | Финал                |
| Дистанция                 | Спортсмены  | Заплыв                | Результат             | Место                 | Заплыв        | Результат     | Место         | Результат            | Место                |
| ------------------------- | ----------- | --------------------- | --------------------- | --------------------- | ------------- | ------------- | ------------- | -------------------- | -------------------- |
| 400 метров вольным стилем | Незир Карап | 3                     | 3:58,37               | 43                    | не проводится | не проводится | не проводится | завершил выступление | завершил выступление |

Женщины
| Дистанция                        | Спортсмены            | Предварительный раунд | Предварительный раунд | Предварительный раунд | Полуфинал             | Полуфинал             | Полуфинал             | Финал                 | Финал                 |
| Дистанция                        | Спортсмены            | Заплыв                | Результат             | Место                 | Заплыв                | Результат             | Место                 | Результат             | Место                 |
| -------------------------------- | --------------------- | --------------------- | --------------------- | --------------------- | --------------------- | --------------------- | --------------------- | --------------------- | --------------------- |
| 200 метров баттерфляем           | Нида Элиз Устюндаг    | 1                     | 2:10,02               | 22                    | завершила выступление | завершила выступление | завершила выступление | завершила выступление | завершила выступление |
| 200 метров на спине              | Екатерина Аврамова    |                       |                       |                       |                       |                       |                       |                       |                       |
| 100 метров брассом               | Виктория Зейнеп Гюнеш | 5                     | 1:07,14               | 15 Q                  | 2                     | 1:07,41               | 14                    | завершила выступление | завершила выступление |
| 200 метров брассом               | Виктория Зейнеп Гюнеш | 4                     | 2:23,83               | 7 Q                   |                       |                       |                       |                       |                       |
| 400 метров комплексным плаванием | Виктория Зейнеп Гюнеш | 3                     | 4:41,79               | 18                    | не проводится         | не проводится         | не проводится         | завершила выступление | завершила выступление |

### Гимнастика

#### Спортивная гимнастика
В квалификационном раунде проходил отбор, как в финал командного многоборья, так и в финалы личных дисциплин. В финал индивидуального многоборья отбиралось 24 спортсмена с наивысшими результатами, а в финалы отдельных упражнений по 8 спортсменов, причём в финале личных дисциплин страна не могла быть представлена более, чем 2 спортсменами. В командном многоборье в квалификации на каждом снаряде выступали по 4 спортсмена, а в зачёт шли три лучших результата. В финале командных соревнований на каждом снаряде выступало по три спортсмена и все три результата шли в зачёт.
Мужчины
Многоборья
| Соревнование      | Спортсмены     | Квалификация        | Квалификация | Квалификация | Квалификация   | Квалификация        | Квалификация | Квалификация | Квалификация | Финал                | Финал                | Финал                | Финал                | Финал                | Финал                | Финал                | Финал                |
| Соревнование      | Спортсмены     | Вольные выступления | Конь         | Кольца       | Опорный прыжок | Параллельные брусья | Перекладина  | Всего        | Место        | Вольные выступления  | Конь                 | Кольца               | Опорный прыжок       | Параллельные брусья  | Перекладина          | Всего                | Место                |
| ----------------- | -------------- | ------------------- | ------------ | ------------ | -------------- | ------------------- | ------------ | ------------ | ------------ | -------------------- | -------------------- | -------------------- | -------------------- | -------------------- | -------------------- | -------------------- | -------------------- |
| личное многоборье | Ферхат Ариджан | 13,133              | 13,866       | 13,733       | 13,533         | 14,733              | 13,633       | 82,631       | 41           | Завершил выступление | Завершил выступление | Завершил выступление | Завершил выступление | Завершил выступление | Завершил выступление | Завершил выступление | Завершил выступление |

Индивидуальные упражнения
| Соревнование        | Спортсмены     | Квалификация | Квалификация | Финал                | Финал                |
| Соревнование        | Спортсмены     | Очки         | Место        | Очки                 | Место                |
| ------------------- | -------------- | ------------ | ------------ | -------------------- | -------------------- |
| вольные упражнения  | Ферхат Ариджан | 13,133       | 62           | Завершил выступление | Завершил выступление |
| конь                | Ферхат Ариджан | 13,866       | 46           | Завершил выступление | Завершил выступление |
| кольца              | Ферхат Ариджан | 13,733       | 53           | Завершил выступление | Завершил выступление |
| параллельные брусья | Ферхат Ариджан | 14,733       | 39           | Завершил выступление | Завершил выступление |
| перекладина         | Ферхат Ариджан | 13,633       | 54           | Завершил выступление | Завершил выступление |

Женщины
Многоборья
| Соревнование      | Спортсмены  | Квалификация   | Квалификация        | Квалификация | Квалификация       | Квалификация | Квалификация | Финал                 | Финал                 | Финал                 | Финал                 | Финал                 | Финал                 |
| Соревнование      | Спортсмены  | Опорный прыжок | Разновысокие брусья | Бревно       | Вольные упражнения | Всего        | Место        | Опорный прыжок        | Разновысокие брусья   | Бревно                | Вольные упражнения    | Всего                 | Место                 |
| ----------------- | ----------- | -------------- | ------------------- | ------------ | ------------------ | ------------ | ------------ | --------------------- | --------------------- | --------------------- | --------------------- | --------------------- | --------------------- |
| личное многоборье | Тутя Йылмаз | 13,733         | 12,166              | 14,500       | 12,733             | 53,132       | 42           | Завершила выступление | Завершила выступление | Завершила выступление | Завершила выступление | Завершила выступление | Завершила выступление |

Индивидуальные упражнения
| Соревнование        | Спортсмены  | Квалификация | Квалификация | Финал                 | Финал                 |
| Соревнование        | Спортсмены  | Очки         | Место        | Очки                  | Место                 |
| ------------------- | ----------- | ------------ | ------------ | --------------------- | --------------------- |
| разновысокие брусья | Тутя Йылмаз | 12,166       | 74           | Завершила выступление | Завершила выступление |
| бревно              | Тутя Йылмаз | 14,500       | 13           | Завершила выступление | Завершила выступление |
| вольные упражнения  | Тутя Йылмаз | 12,733       | 66           | Завершила выступление | Завершила выступление |

### Гребля на байдарках и каноэ

#### Гребля на гладкой воде
Соревнования по гребле на байдарках и каноэ на гладкой воде проходят в лагуне Родригу-ди-Фрейташ, которая находится на территории города Рио-де-Жанейро. В каждой дисциплине соревнования проходят в три этапа: предварительный раунд, полуфинал и финал.
Женщины
| Соревнование                  | Спортсмены  | Предварительный раунд | Предварительный раунд | Предварительный раунд | Полуфинал | Полуфинал | Полуфинал | Финал | Финал | Итоговое место |
| Соревнование                  | Спортсмены  | Заплыв                | Время                 | Место                 | Заплыв    | Время     | Место     | Время | Место | Итоговое место |
| ----------------------------- | ----------- | --------------------- | --------------------- | --------------------- | --------- | --------- | --------- | ----- | ----- | -------------- |
| байдарки-одиночки, 200 метров | Ласма Лиепа |                       |                       |                       |           |           |           |       |       |                |
| байдарки-одиночки, 500 метров | Ласма Лиепа |                       |                       |                       |           |           |           |       |       |                |

### Дзюдо
Соревнования по дзюдо проводились по системе с выбыванием. В утешительные раунды попадали спортсмены, проигравшие полуфиналистам турнира. Два спортсмена, одержавших победу в утешительном раунде, в поединке за бронзу сражались с дзюдоистами, проигравшими в полуфинале.
Мужчины
| Категория | Спортсмены | 1/32 финала        | 1/16 финала              | 1/8 финала           | Четвертьфинал        | Полуфинал            | Финал                | Место |
| Категория | Спортсмены | Соперник Результат | Соперник Результат       | Соперник Результат   | Соперник Результат   | Соперник Результат   | Соперник Результат   | Место |
| --------- | ---------- | ------------------ | ------------------------ | -------------------- | -------------------- | -------------------- | -------------------- | ----- |
| до 60 кг  | Бекир Озлу | не участвовал      | GBRЭ. Маккензи П 000:003 | завершил выступление | завершил выступление | завершил выступление | завершил выступление | 17    |

Женщины
| Категория   | Спортсмены         | 1/16 финала                   | 1/8 финала                | Четвертьфинал         | Полуфинал             | Финал                 | Место |
| Категория   | Спортсмены         | Соперник Результат            | Соперник Результат        | Соперник Результат    | Соперник Результат    | Соперник Результат    | Место |
| ----------- | ------------------ | ----------------------------- | ------------------------- | --------------------- | --------------------- | --------------------- | ----- |
| до 48 кг    | Дилара Локманхеким | MEXЭ. Каррильо П 000:100      | завершила выступление     | завершила выступление | завершила выступление | завершила выступление | 17    |
| до 63 кг    | Бусра Катипоглу    | MKDК. Николоска В 000s1:000s2 | FRAК. Агбеньену П 000:102 | завершила выступление | завершила выступление | завершила выступление | 9     |
| свыше 78 кг | Кайра Сайит        |                               |                           |                       |                       |                       |       |

### Конный спорт
Конкур
В каждом из раундов спортсменам необходимо было пройти дистанцию с разным количеством препятствий и разным лимитом времени. За каждое сбитое препятствие спортсмену начислялось 4 штрафных балла, за превышение лимита времени 1 штрафное очко (за каждые 5 секунд). В финал личного первенства могло пройти только три спортсмена от одной страны. Командный конкур проводился в рамках второго и третьего раунда индивидуальной квалификации. В зачёт командных соревнований шли три лучших результата, показанные спортсменами во время личного первенства. Если спортсмен выбывал из индивидуальных соревнований после первого или второго раундов, то он всё равно продолжал свои выступления, но результаты при этом шли только в командный зачёт.
| Соревнование  | Спортсмены                              | Квалификация | Квалификация | Квалификация | Квалификация | Квалификация | Квалификация | Квалификация | Квалификация | Финал   | Финал   | Финал   | Финал | Финал | Итоговое место |
| Соревнование  | Спортсмены                              | 1 раунд      | 1 раунд      | 2 раунд      | Всего        | Всего        | 3 раунд      | Всего        | Всего        | Финал A | Финал A | Финал B | Всего | Всего | Итоговое место |
| Соревнование  | Спортсмены                              | Штраф        | Место        | Штраф        | Штраф        | Место        | Штраф        | Штраф        | Место        | Штраф   | Место   | Штраф   | Штраф | Место | Итоговое место |
| ------------- | --------------------------------------- | ------------ | ------------ | ------------ | ------------ | ------------ | ------------ | ------------ | ------------ | ------- | ------- | ------- | ----- | ----- | -------------- |
| личный конкур | Омер Караэвли лошадь — Roso au Crosnier |              |              |              |              |              |              |              |              |         |         |         |       |       |                |

### Лёгкая атлетика
Мужчины
Беговые дисциплины
| Дисциплина                         | Спортсмен                                      | Предварительный раунд | Предварительный раунд | Предварительный раунд | Четвертьфиналы | Четвертьфиналы | Четвертьфиналы | Полуфиналы    | Полуфиналы    | Полуфиналы    | Финал | Финал |
| Дисциплина                         | Спортсмен                                      | Забег                 | Время                 | Место                 | Забег          | Время          | Место          | Забег         | Время         | Место         | Время | Место |
| ---------------------------------- | ---------------------------------------------- | --------------------- | --------------------- | --------------------- | -------------- | -------------- | -------------- | ------------- | ------------- | ------------- | ----- | ----- |
| бег на 100 метров                  | Жак Харви                                      |                       |                       |                       |                |                |                |               |               |               |       |       |
| бег на 200 метров                  | Рамиль Гулиев                                  |                       |                       |                       |                |                |                |               |               |               |       |       |
| бег на 200 метров                  | Жак Харви                                      |                       |                       |                       |                |                |                |               |               |               |       |       |
| бег на 1500 метров                 | Ильхам Озбилен                                 |                       |                       |                       | не проводится  | не проводится  | не проводится  |               |               |               |       |       |
| бег на 5000 метров                 | Али Кая                                        |                       |                       |                       | не проводится  | не проводится  | не проводится  | не проводится | не проводится | не проводится |       |       |
| бег на 10 000 метров               | Полат Арыкан                                   | не проводится         | не проводится         | не проводится         | не проводится  | не проводится  | не проводится  | не проводится | не проводится | не проводится |       |       |
| бег на 10 000 метров               | Али Кая                                        | не проводится         | не проводится         | не проводится         | не проводится  | не проводится  | не проводится  | не проводится | не проводится | не проводится |       |       |
| бег на 3000 метров с препятствиями | Арас Кая                                       |                       |                       |                       | не проводится  | не проводится  | не проводится  | не проводится | не проводится | не проводится |       |       |
| бег на 3000 метров с препятствиями | Халиль Аккаш                                   |                       |                       |                       | не проводится  | не проводится  | не проводится  | не проводится | не проводится | не проводится |       |       |
| бег на 3000 метров с препятствиями | Тарик Акдаг                                    |                       |                       |                       | не проводится  | не проводится  | не проводится  | не проводится | не проводится | не проводится |       |       |
| бег на 400 метров с барьерами      | Ясмани Копельо                                 |                       |                       |                       | не проводится  | не проводится  | не проводится  |               |               |               |       |       |
| Эстафета                           | Предварительный раунд                          | Предварительный раунд | Предварительный раунд | Предварительный раунд | Полуфинал      | Полуфинал      | Полуфинал      | Финал         | Финал         | Финал         | Финал | Финал |
| Эстафета                           | Состав                                         | Забег                 | Время                 | Место                 | Забег          | Время          | Место          | Состав        | Состав        | Состав        | Время | Место |
| эстафета 4×100 метров              | Иззет Сафер Жак Харви Эмре Зафер Рамиль Гулиев |                       |                       |                       | не проводится  | не проводится  | не проводится  |               |               |               |       |       |

Шоссейные дисциплины
| Дисциплина              | Спортсмен     | Время | Место | Отставание |
| ----------------------- | ------------- | ----- | ----- | ---------- |
| марафон                 | Бекир Караель |       |       |            |
| марафон                 | Эркан Муслу   |       |       |            |
| марафон                 | Каан Озбилен  |       |       |            |
| ходьба на 20 километров | Эрсин Таджир  |       |       |            |
| ходьба на 20 километров | Мерт Атли     |       |       |            |

Технические дисциплины
| Дисциплина     | Спортсмен       | Квалификация | Квалификация | Финал     | Финал |
| Дисциплина     | Спортсмен       | Результат    | Место        | Результат | Место |
| -------------- | --------------- | ------------ | ------------ | --------- | ----- |
| тройной прыжок | Шериф Османоглу |              |              |           |       |
| метание молота | Эшреф Апак      |              |              |           |       |

Женщины
Беговые дисциплины
| Дисциплина                         | Спортсмен    | Предварительный раунд | Предварительный раунд | Предварительный раунд | Четвертьфиналы | Четвертьфиналы | Четвертьфиналы | Полуфиналы    | Полуфиналы    | Полуфиналы    | Финал | Финал |
| Дисциплина                         | Спортсмен    | Забег                 | Время                 | Место                 | Забег          | Время          | Место          | Забег         | Время         | Место         | Время | Место |
| ---------------------------------- | ------------ | --------------------- | --------------------- | --------------------- | -------------- | -------------- | -------------- | ------------- | ------------- | ------------- | ----- | ----- |
| бег на 5000 метров                 | Ясемин Джан  |                       |                       |                       | не проводится  | не проводится  | не проводится  | не проводится | не проводится | не проводится |       |       |
| бег на 10 000 метров               | Ясемин Джан  | не проводится         | не проводится         | не проводится         | не проводится  | не проводится  | не проводится  | не проводится | не проводится | не проводится |       |       |
| бег на 3000 метров с препятствиями | Мерьем Акда  |                       |                       |                       | не проводится  | не проводится  | не проводится  | не проводится | не проводится | не проводится |       |       |
| бег на 3000 метров с препятствиями | Озлем Кая    |                       |                       |                       | не проводится  | не проводится  | не проводится  | не проводится | не проводится | не проводится |       |       |
| бег на 3000 метров с препятствиями | Тугба Гювенч |                       |                       |                       | не проводится  | не проводится  | не проводится  | не проводится | не проводится | не проводится |       |       |

Шоссейные дисциплины
| Дисциплина | Спортсмен      | Время | Место | Отставание |
| ---------- | -------------- | ----- | ----- | ---------- |
| марафон    | Эсма Айдемир   |       |       |            |
| марафон    | Султан Хайдар  |       |       |            |
| марафон    | Мерьем Эрдоган |       |       |            |

Технические дисциплины
| Дисциплина     | Спортсмен       | Квалификация | Квалификация | Финал     | Финал |
| Дисциплина     | Спортсмен       | Результат    | Место        | Результат | Место |
| -------------- | --------------- | ------------ | ------------ | --------- | ----- |
| прыжок в длину | Карин Мелис Мей |              |              |           |       |
| толкание ядра  | Эмель Дерели    |              |              |           |       |
| метание молота | Кивилджим Кая   |              |              |           |       |
| метание молота | Тугче Шахутоглу |              |              |           |       |

### Настольный теннис
Соревнования по настольному теннису проходили по системе плей-офф. Каждый матч продолжается до тех пор, пока один из теннисистов не выигрывает 4 партии. Сильнейшие 16 спортсменов начинали соревнования с третьего раунда, следующие 16 по рейтингу стартовали со второго раунда.
Мужчины
| Соревнование     | Спортсмены    | Квалификация       | Первый раунд       | Второй раунд       | Третий раунд         | 1/8 финала           | 1/4 финала           | Полуфинал            | Место                |
| Соревнование     | Спортсмены    | Соперник Результат | Соперник Результат | Соперник Результат | Соперник Результат   | Соперник Результат   | Соперник Результат   | Соперник Результат   | Место                |
| ---------------- | ------------- | ------------------ | ------------------ | ------------------ | -------------------- | -------------------- | -------------------- | -------------------- | -------------------- |
| одиночный разряд | Ахмет Ли (29) | не участвовал      | не участвовал      | CANЮ. Ван П 0:4    | завершил выступление | завершил выступление | завершил выступление | завершил выступление | завершил выступление |

Женщины
| Соревнование     | Спортсмены    | Квалификация       | Первый раунд       | Второй раунд       | Третий раунд            | 1/8 финала            | 1/4 финала            | Полуфинал             | Финал                 | Место                 |
| Соревнование     | Спортсмены    | Соперник Результат | Соперник Результат | Соперник Результат | Соперник Результат      | Соперник Результат    | Соперник Результат    | Соперник Результат    | Соперник Результат    | Место                 |
| ---------------- | ------------- | ------------------ | ------------------ | ------------------ | ----------------------- | --------------------- | --------------------- | --------------------- | --------------------- | --------------------- |
| одиночный разряд | Мелек Ху (14) | не участвовала     | не участвовала     | не участвовала     | TPEЧэнь Сыюй (23) П 0:4 | завершила выступление | завершила выступление | завершила выступление | завершила выступление | завершила выступление |

### Парусный спорт
Соревнования по парусному спорту в каждом из классов состояли из 10 или 12 гонок. Каждую гонку спортсмены начинали с общего старта. Победителем становился экипаж, первым пересекший финишную черту. Количество очков, идущих в общий зачёт, соответствовало занятому командой месту. 10 лучших экипажей по результатам 10 заплывов попадали в медальную гонку, результаты которой также шли в общий зачёт. В медальной гонке, очки, полученные экипажем удваивались. В случае если участник соревнований не смог завершить гонку ему начислялось количество очков, равное количеству участников плюс один. При итоговом подсчёте очков не учитывался худший результат, показанный экипажем в одной из гонок. Сборная, набравшая наименьшее количество очков, становится олимпийским чемпионом.
Мужчины
| Класс | Спортсмены             | Гонка | Гонка | Гонка  | Гонка | Гонка  | Гонка | Гонка | Гонка  | Гонка | Гонка  | Гонка         | Гонка         | Гонка         | Очки | Место |
| Класс | Спортсмены             | 1     | 2     | 3      | 4     | 5      | 6     | 7     | 8      | 9     | 10     | 11            | 12            | M             | Очки | Место |
| ----- | ---------------------- | ----- | ----- | ------ | ----- | ------ | ----- | ----- | ------ | ----- | ------ | ------------- | ------------- | ------------- | ---- | ----- |
| RS:X  | Онур Бириз             | 31    | 32    | 37 UFD | 34    | 37 DNF | 29    | 23    | 37 DNF | 33    | 37 DNF | 33            | 37 DNF        | не участвовал | 363  | 35    |
| 470   | Атеш Чинар Дениз Чинар |       |       |        |       |        |       |       |        |       |        | не проводится | не проводится |               |      |       |
| Финн  | Алиджан Кайнар         |       |       |        |       |        |       |       |        |       |        | не проводится | не проводится |               |      |       |

Женщины
| Класс        | Спортсменка    | Гонка | Гонка | Гонка | Гонка | Гонка | Гонка | Гонка  | Гонка | Гонка | Гонка | Гонка         | Гонка         | Гонка          | Очки | Место |
| Класс        | Спортсменка    | 1     | 2     | 3     | 4     | 5     | 6     | 7      | 8     | 9     | 10    | 11            | 12            | M              | Очки | Место |
| ------------ | -------------- | ----- | ----- | ----- | ----- | ----- | ----- | ------ | ----- | ----- | ----- | ------------- | ------------- | -------------- | ---- | ----- |
| RS:X         | Дилара Уральп  | 20    | 19    | 23    | 24    | 20    | 21    | 27 DNF | 21    | 20    | 19    | 24            | 19            | не участвовала | 230  | 22    |
| Лазер Радиал | Назли Донертас |       |       |       |       |       |       |        |       |       |       | не проводится | не проводится |                |      |       |

### Современное пятиборье
Современное пятиборье включает в себя: стрельбу, плавание, фехтование, верховую езду и бег. Как и на предыдущих Играх бег и стрельба были объединены в один вид — комбайн. В комбайне спортсмены стартовали с гандикапом, набранным за предыдущие три дисциплины (4 очка = 1 секунда). Олимпийским чемпионом становится спортсмен, который пересекает финишную линию первым.
Женщины
| Соревнование      | Спортсмены      | Фехтование | Фехтование | Фехтование | Плавание | Плавание | Плавание | Верховая езда | Верховая езда | Верховая езда | Комбайн | Комбайн | Комбайн | Всего     | Всего |
| Соревнование      | Спортсмены      | Побед      | Очки       | Место      | Время    | Очки     | Место    | Штраф         | Очки          | Место         | Время   | Очки    | Место   | Результат | Место |
| ----------------- | --------------- | ---------- | ---------- | ---------- | -------- | -------- | -------- | ------------- | ------------- | ------------- | ------- | ------- | ------- | --------- | ----- |
| личное первенство | Ильке Озьюксель |            |            |            |          |          |          |               |               |               |         |         |         |           |       |

### Стрельба
В январе 2013 года Международная федерация спортивной стрельбы приняла новые правила проведения соревнований на 2013—2016 года, которые, в частности, изменили порядок проведения финалов. Во многих дисциплинах спортсмены, прошедшие в финал, теперь начинают решающий раунд без очков, набранных в квалификации, а финал проходит по системе с выбыванием. Также в финалах после каждого раунда стрельбы из дальнейшей борьбы выбывает спортсмен с наименьшим количеством баллов. В скоростном пистолете решающие поединки проходят по системе попал-промах. В стендовой стрельбе добавился полуфинальный раунд, где определяются по два участника финального матча и поединка за третье место.
Мужчины
| Соревнование                       | Спортсмены     | Квалификация | Квалификация | Полуфинал            | Полуфинал            | Финал                | Финал                |
| Соревнование                       | Спортсмены     | Результат    | Место        | Результат            | Место                | Соперник/ Результат  | Место                |
| ---------------------------------- | -------------- | ------------ | ------------ | -------------------- | -------------------- | -------------------- | -------------------- |
| пневматический пистолет, 10 метров | Юсуф Дикеч     | 576          | 21           | не проводится        | не проводится        | завершил выступление | завершил выступление |
| пневматический пистолет, 10 метров | Исмаил Келеш   | 575          | 24           | не проводится        | не проводится        | завершил выступление | завершил выступление |
| пистолет, 50 метров                | Юсуф Дикеч     | 550          | 22           | не проводится        | не проводится        | завершил выступление | завершил выступление |
| пистолет, 50 метров                | Исмаил Келеш   | 544          | 29           | не проводится        | не проводится        | завершил выступление | завершил выступление |
| трап                               | Явуз Ильнам    | 115          | 13           | завершил выступление | завершил выступление | завершил выступление | завершил выступление |
| трап                               | Эрдинч Кебапчи | 108          | 29           | завершил выступление | завершил выступление | завершил выступление | завершил выступление |

### Стрельба из лука
В квалификации соревнований лучники выполняют 12 серий выстрелов по 6 стрел с расстояния 70-ти метров. По итогам предварительного раунда составляется сетка плей-офф, где в 1/32 финала 1-й номер посева встречается с 64-м, 2-й с 63-м и.т.д. В поединках на выбывание спортсмены выполняют по три выстрела. Участник, набравший за эту серию больше очков получает 2 очка. Если же оба лучника набрали одинаковое количество баллов, то они получают по одному очку. Победителем пары становится лучник, первым набравший 6 очков.
Мужчины
| Соревнование              | Спортсмены | Квалификация | Квалификация | 1/32 финала            | 1/16 финала                  | 1/8 финала           | Четвертьфинал        | Полуфинал            | Финал                | Место |
| Соревнование              | Спортсмены | Результат    | Место        | Соперник Результат     | Соперник Результат           | Соперник Результат   | Соперник Результат   | Соперник Результат   | Соперник Результат   | Место |
| ------------------------- | ---------- | ------------ | ------------ | ---------------------- | ---------------------------- | -------------------- | -------------------- | -------------------- | -------------------- | ----- |
| индивидуальное первенство | Мете Газоз | 661          | 29           | FRAП. Плион (36) В 6:5 | NEDШ. ван ден Берг (4) П 3:7 | завершил выступление | завершил выступление | завершил выступление | завершил выступление | 17    |

Женщины
| Соревнование              | Спортсмены    | Квалификация | Квалификация | 1/32 финала                        | 1/16 финала                 | 1/8 финала            | Четвертьфинал         | Полуфинал             | Финал                 | Место |
| Соревнование              | Спортсмены    | Результат    | Место        | Соперник Результат                 | Соперник Результат          | Соперник Результат    | Соперник Результат    | Соперник Результат    | Соперник Результат    | Место |
| ------------------------- | ------------- | ------------ | ------------ | ---------------------------------- | --------------------------- | --------------------- | --------------------- | --------------------- | --------------------- | ----- |
| индивидуальное первенство | Ясемин Анагёз | 638          | 25           | POLК. Липярская-Палка (40) В 69:56 | MEXА. Валенсия (8) П 59:610 | завершила выступление | завершила выступление | завершила выступление | завершила выступление | 17    |

### Теннис
Соревнования пройдут на кортах олимпийского теннисного центра. Теннисные матчи будут проходить на кортах с твёрдым покрытием DecoTurf, на которых также проходит и Открытый чемпионат США.
Женщины
| Соревнование     | Спортсмены      | 1/32 финала                     | 1/16 финала           | 1/8 финала            | Четвертьфинал         | Полуфинал             | Финал                 | Место                 |
| Соревнование     | Спортсмены      | Соперник Результат              | Соперник Результат    | Соперник Результат    | Соперник Результат    | Соперник Результат    | Соперник Результат    | Место                 |
| ---------------- | --------------- | ------------------------------- | --------------------- | --------------------- | --------------------- | --------------------- | --------------------- | --------------------- |
| одиночный разряд | Чагла Бююкакчай | RUSЕ. Макарова П 6:3, 0:6, 66:7 | Завершила выступление | Завершила выступление | Завершила выступление | Завершила выступление | Завершила выступление | Завершила выступление |

### Тхэквондо
Соревнования по тхэквондо проходили по системе с выбыванием. Для победы в турнире спортсмену необходимо было одержать 4 победы. Тхэквондисты, проигравшие по ходу соревнований будущим финалистам, принимали участие в утешительном турнире за две бронзовые медали.
Единственным представителем Турции в мужской части соревнований стал действующий олимпийский чемпион и многократный чемпион мира Сервет Тазегюль, выступавший в весовой категории до 68 кг. На Игры в Рио-де-Жанейро Тазегюль квалифицировался по результатам отборочного рейтинга, в котором турецкий тхэквондист занял 5-е место.
Мужчины
Уверенно победив в первом раунде Тазегюль вышел в четвертьфинал, где его соперником стал россиянин Алексей Денисенко. Поединок с Денисенко продлился лишь два раунда, по итогам которых россиянин одержал досрочную победу 19:6, а поскольку Алексей смог пробиться в финал, то Тазегюль получил право побороться за бронзовую награду. Уже первый поединок утешительного раунда против венесуэльца Эдгара Контрераса стал для Сервета последним. Бой прошёл в равной борьбе и завершился в пользу Контрераса только в дополнительное время по правилу внезапной смерти.
| Категория | Спортсмены      | Первый раунд         | Четвертьфинал          | Полуфинал             | Финал                | Место |
| Категория | Спортсмены      | Соперник Результат   | Соперник Результат     | Соперник Результат    | Соперник Результат   | Место |
| --------- | --------------- | -------------------- | ---------------------- | --------------------- | -------------------- | ----- |
| до 68 кг  | Сервет Тазегюль | CHIИ. Моралес П 14:1 | RUSА. Денисенко П 6:19 | Утешительный турнир   | Утешительный турнир  | 7     |
| до 68 кг  | Сервет Тазегюль | CHIИ. Моралес П 14:1 | RUSА. Денисенко П 6:19 | VENЭ. Контрерас П 4:5 | завершил выступление | 7     |

Женщины
| Категория | Спортсмены | Первый раунд       | Четвертьфинал      | Полуфинал          | Финал              | Место |
| Категория | Спортсмены | Соперник Результат | Соперник Результат | Соперник Результат | Соперник Результат | Место |
| --------- | ---------- | ------------------ | ------------------ | ------------------ | ------------------ | ----- |
| до 67 кг  |            |                    |                    |                    |                    |       |

### Тяжёлая атлетика
Каждый НОК самостоятельно выбирает категорию в которой выступит её тяжелоатлет. В рамках соревнований проводятся два упражнения — рывок и толчок. В каждом из упражнений спортсмену даётся 3 попытки. Победитель определяется по сумме двух упражнений. При равенстве результатов победа присуждается спортсмену, с меньшим собственным весом.
Мужчины
| Категория | Спортсмены      | Вес   | Рывок | Рывок | Рывок | Толчок | Толчок | Толчок | Всего | Место |
| Категория | Спортсмены      | Вес   | 1     | 2     | 3     | 1      | 2      | 3      | Всего | Место |
| --------- | --------------- | ----- | ----- | ----- | ----- | ------ | ------ | ------ | ----- | ----- |
| до 69 кг  | Данияр Исмаилов | 68,59 | 156   | 160   | 163   | 181    | 185    | 188    | 351   | 2     |

Женщины
| Категория | Спортсмены    | Вес   | Рывок | Рывок | Рывок | Толчок | Толчок | Толчок | Всего | Место |
| Категория | Спортсмены    | Вес   | 1     | 2     | 3     | 1      | 2      | 3      | Всего | Место |
| --------- | ------------- | ----- | ----- | ----- | ----- | ------ | ------ | ------ | ----- | ----- |
| до 63 кг  | Мехтап Курназ | 62,16 | 78    | 81    | 83    | 100    | 103    | 105    | 181   | 13    |
| до 69 кг  | Дуйгу Айнаджи | 68,83 | 85    | 88    | 90    | 105    | 110    | 110    | 200   | 12    |
|           |               |       |       |       |       |        |        |        |       |       |

### Фехтование
В индивидуальных соревнованиях спортсмены сражаются три раунда по три минуты, либо до того момента, как один из спортсменов нанесёт 15 уколов. В командных соревнованиях поединок идёт 9 раундов по 3 минуты каждый, либо до 45 уколов. Если по окончании времени в поединке зафиксирован ничейный результат, то назначается дополнительная минута до «золотого» укола.
Женщины
| Соревнование          | Спортсмены         | 1/32 финала        | 1/16 финала            | 1/8 финала            | Четвертьфинал         | Полуфинал             | Финал                 | Место |
| Соревнование          | Спортсмены         | Соперник Результат | Соперник Результат     | Соперник Результат    | Соперник Результат    | Соперник Результат    | Соперник Результат    | Место |
| --------------------- | ------------------ | ------------------ | ---------------------- | --------------------- | --------------------- | --------------------- | --------------------- | ----- |
| индивидуальная рапира | Ирем Карамете (27) | не участвовала     | FRAИ. Тибюс (6) П 6:15 | завершила выступление | завершила выступление | завершила выступление | завершила выступление | 27    |